# Kajetan Agopsowicz
Kajetan de Hasso Agopsowicz (8. ledna 1814 Ošychliby – 13. listopadu 1874 Vídeň) byl rakouský politik polské národnosti z Haliče, v 2. polovině 19. století poslanec Říšské rady.

## Biografie
Narodil se 8. ledna 1814. Vystudoval státní lyceum v Černovcích, poté se věnoval správě zděděného statku. Byl šlechtického původu, patřilo mu panství Trofanówka.
V 60. letech byl zvolen na Haličský zemský sněm za velkostatkářskou kurii. Zemský sněm ho roku 1868 zvolil i do Říšské rady. 20. října 1868 složil slib. Na mandát v Říšské radě rezignoval 31. března 1870 v rámci hromadných rezignací haličských poslanců. Zemským sněmem byl ovšem do Říšské rady opět delegován roku 1870 a 1871. Na činnosti parlamentu ve Vídni se nicméně tehdy fakticky nepodílel a jeho mandát byl na základě absence 21. dubna 1873 prohlášen za zaniklý. Vrátil se pak v prvních přímých volbách roku 1873, kdy uspěl za kurii velkostatkářskou v Haliči.
Večer 13. listopadu 1874 byl při odchodu ze schůze parlamentního výboru raněn mrtvicí a po několika hodinách zemřel.